# La fortuna di Nikuko
La fortuna di Nikuko (漁港の肉子ちゃん?, Gyokō no Nikuko-chan) è un film d'animazione del 2021 diretto da Ayumu Watanabe.
Prodotto dallo Studio 4°C, si tratta di un adattamento cinematografico in tecnica anime del romanzo Gyokō no Nikuko-chan di Kanako Nishi.

## Trama
Kikuko è una ragazzina di 11 anni che vive con la madre, Nikuko. Quest'ultima, trentottenne, è svampita, fracassona ed in carne. Sfortunata con l'altro sesso, quando viene lasciata per l'ennesima volta decide di andarne alla ricerca in un villaggio portuario del Giappone settentrionale. Nonostante capisca di non trovarsi nel posto giusto, sceglie di stabilirsi lì. Un ristorante diventa il suo luogo di lavoro. "Kikurin" (nomignolo di Kikuko) subìsce il conflitto fra la volontà di crescere presto e quella del rimanere com'è, tipico di quell'età. La sua fisicità presente le piace, però desidera lasciare quel paesino dove ognuno conosce ogni cosa. Per mezzo del suo punto di vista vengono raccontati slice-of-life gli abitanti del villaggio, mentre lei cresce.

## Distribuzione
Il film è uscito nelle sale cinematografiche giapponesi l'11 giugno 2021, distribuito da Asmik Ace Entertainment.
In Italia, il film ha ricevuto una distribuzione limitata a tre giorni: 16, 17 e 18 maggio 2022.

## Riconoscimenti
- 2021 - Fantasia International Film Festival
  - Axis: Premio Satoshi Kon per l'eccellenza nell'animazione - Menzione Speciale[7]
- 2022 - Japan Media Arts Festival
  - Excellence Award[8]